# Elder Scientific Exploring Expedition

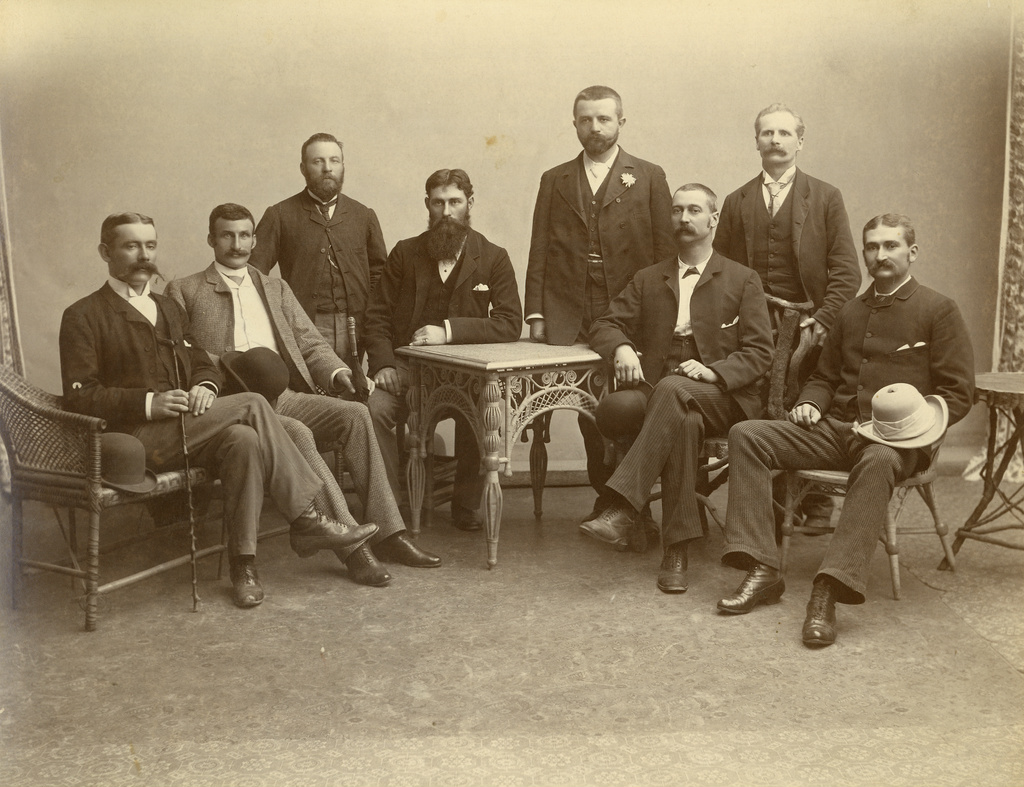
Abbildung vor Beginn der Expedition, von links: Frederick William Leech (stellvertretender Expeditionsführer), Lawrence Allen Wells (Entdeckungsreisender), Alfred Warren (Koch), David Lindsay (Expeditionsführer), Victor Franz Paul Streich (Geologe), Frederick John Elliot (Chirurg), Richard Helms (Botaniker) und Aubray Paul Gwynne (Assistent)

Die Elder-Expedition (Elder Scientific Exploring Expedition) war eine 6886 Kilometer lange Expedition zur Erkundung im Norden von Australien, die von 1891 bis 1892 im damals noch nicht besiedelten Outback stattfand.
Die Expedition erreichte zwar ihr Ziel, war jedoch nicht nur wegen mangelndem Trinkwasser und fehlendem Futter für die Kamele, sondern auch wegen zahlreicher Führungsprobleme, die zum Rücktritt mehrerer Expeditionsteilnehmer führten, mehrfach vom Scheitern bedroht. Die psychischen und psychologischen Belastungen waren wegen der widrigen Bedingungen groß. Zusätzlich pflegte der Führer der Expedition David Lindsay einen autoritären Führungsstil und musste sich, wegen mehrerer Beschwerden über seine Entscheidungen, am Ende der Expedition einem parlamentarischen Untersuchungsausschuss stellen, der jedoch zu keinem Ergebnis kam.

## Ziele
Die Expedition begann am 2. Mai 1891 in Oodnadatta und endete am 14. März 1892. Sie sollte von der damals dünn besiedelten nördlichen Grenze von South Australia aus über Western Australia bis zum Murchison River führen. Neben einer Kartierung sollte die Expedition auch nach Spuren von Alfred Gibson suchen, der auf der Expedition von Ernest Giles im Jahr 1873 verloren gegangen war. Sir Thomas Elder, ein schottisch-australischer Geschäftsmann, Kamel-, Rinder- und Schafzüchter, und Philanthrop, war der Finanzier und Förderer der Expedition und wurde dabei organisatorisch von der Royal Geographical Society of Australasia von South Australia unterstützt.

## Beteiligte

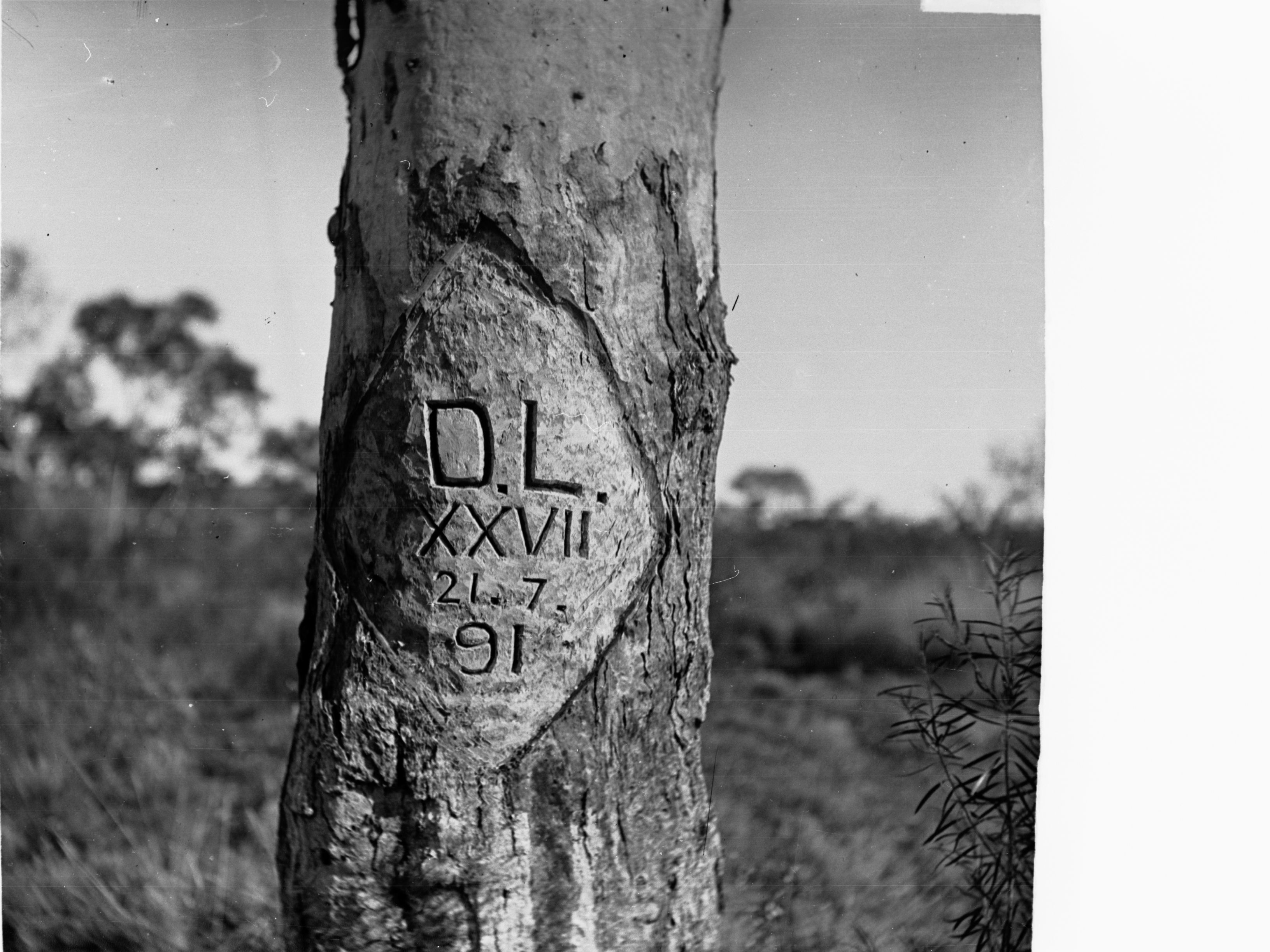
Ein durch David Lindsay markierter Eukalyptusbaum

Der Entdeckungsreisende David Lindsay wurde zum Expeditionsführer bestimmt, da er bereits zahlreiche Expeditionen im Outback erfolgreich durchgeführt hatte und damit über große Erfahrungen über Expeditionen verfügte. Die Expeditionsmannschaft bestand aus 14 Männern, darunter drei Wissenschaftler. Es waren dies neben David Lindsay, Frederick W. Leech, Lawrence A. Wells, Frederick J. Elliott, Victor Franz P. Streich, Richard Helms, Alfred Warren, RG Ramsay, Aubray P. Gwynne und vier afghanische Kameltreiber Hadji Shah Mahomet, Mahyedin, Alumgool, Mahmoud Azim und Abdul. Die Expedition war mit 44 Kamelen, darunter 10 Reitkamele, ausreichend ausgerüstet.

## Verlauf
Der Start der Expedition verlief nicht gut, denn Bowden, ein überaus erfahrener Fährtensucher im Outback und stellvertretender Expeditionsführer, verletzte sich am Knie und starb kurz darauf. Daraufhin wurde Abdul wurde zu seinem Nachfolger bestimmt, was Lindsay nicht gefiel, da er Leech vorzog, den er von ihren gemeinsamen Expeditionen her kannte. Am 2. Juni erreichten sie die Everard Ranges. Zunächst verlief die Expedition ohne Probleme, bis sich herausstellte, dass der führende Kameltreiber Hadji kaum englische Sprachkenntnis besaß, die Kamele nicht artgerecht behandelte und über keine Kenntnisse über die Heilungsmethoden kranker Kamele verfügte. Zudem hatten alle Kameltreiber große Schwierigkeiten, nächtens grasende Kamele wieder am Morgen einzusammeln, was einen Zeitverzug bedeutete.

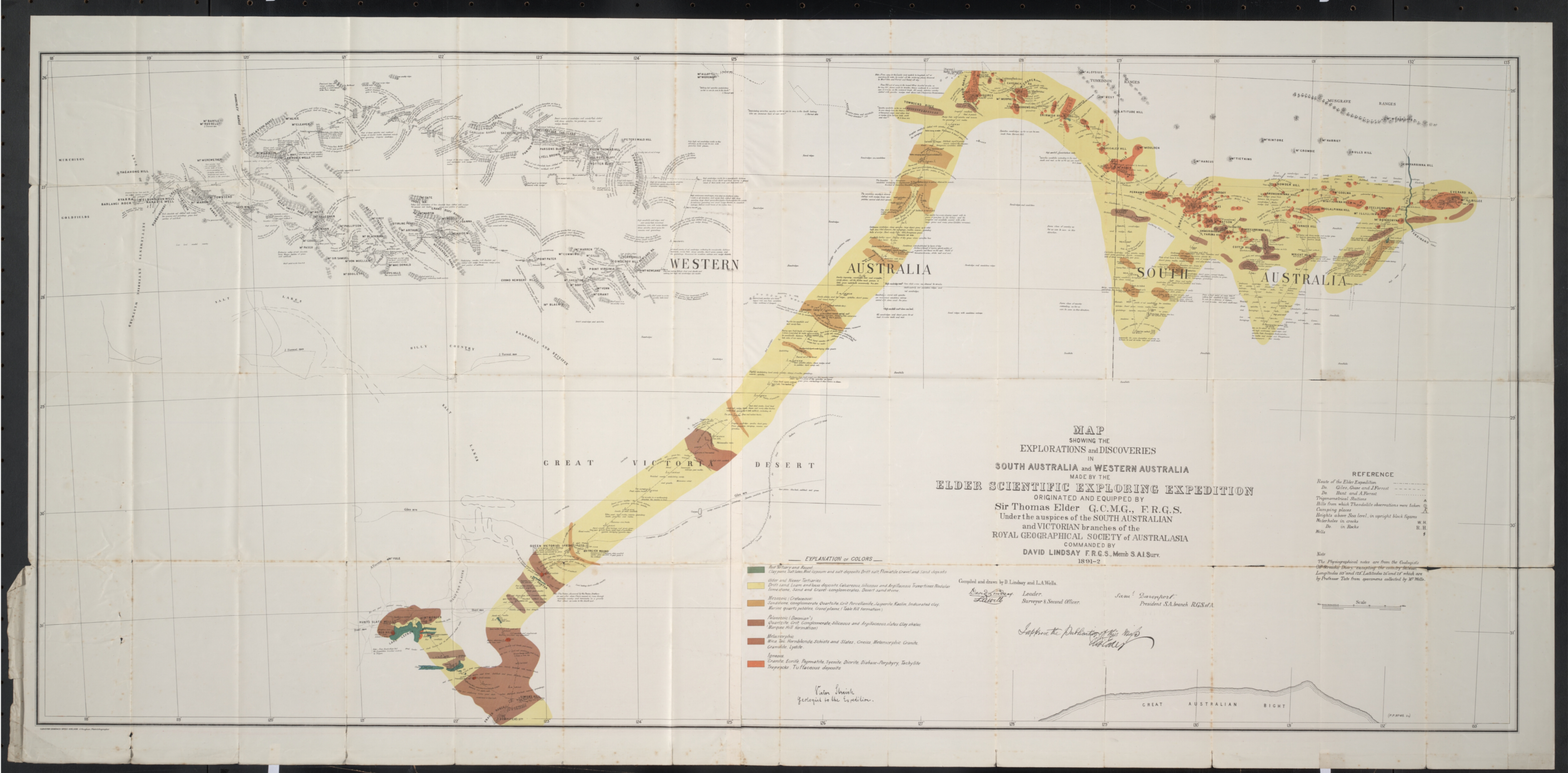
Karte der Expedition mit erkundetem Gebiet

Obwohl die Expedition als eine der am besten ausgestatteten australischen Expeditionen jener Zeit gilt, geriet sie in Schwierigkeiten, weil sie in ein Gebiet eindrang, in dem seit Jahren kein Regen gefallen war. Das Trinkwasser musste rationiert werden und auch das Futter für die Kamele reichte nicht mehr aus. Des Weiteren verlief die Suche nach den Spuren von Gibson erfolglos. Das letzte Trinkwasser fand die Expedition im August. Daraufhin änderte Lindsay die geplante Richtung, jedoch stellte sich heraus, dass die Quelle nahezu trockengefallen war und nicht ausreichend Wasser lieferte. Daraufhin ändert Lindsay erneut die Marschrichtung, um Trinkwasser in der Fraser Range Station aufzunehmen. Aufgrund der Wasserknappheit wurden die Rationen der Afghanen auf das Niveau der anderen Expeditionsteilnehmer herabgesetzt, darüber gab es Streit und Hadji verließ die Expedition. In anderen Quellen wird berichtet, dass alle Kameltreiber die Expedition verließen. Eine weitere Entscheidung von Lindsay war, dass sich nun der Naturforscher Richard Helms aufgrund der entstandenen Situation um sein eigenes Kamel kümmern musste und nicht genügend Zeit für seine Pflanzensammlung hatte. Dies führte zu weiterer Verstimmung. Am 2. Oktober erreichte die Expedition die Fraser Range Station, aber für sie waren dort lediglich Hammelfleisch und Monate alte Zeitungen hinterlegt. Sie erhielten dort vier Säcke Mehl und so viele Schafe, wie sie wollten. Anschließend brachen sie in Richtung Nordosten auf, als sie von einer guten Wasserversorgung erfuhren, wo die Kamele ausreichend Wasser saufen konnten. Die Expedition blieb einen Monat an diesem Ort und Lindsay reiste zur Esperance Bay, wo er der Royal Geographical Society of Australasia einen Bericht über die Expedition kabelte. Er veranlasste auch, dass die naturkundlichen Sammlungen nach Adelaide gebracht wurden.
Die Expedition setzte am 2. November ihre Reise auf dem Weg zum Murchison River fort, obwohl das Wasser war immer noch knapp war, weil die Dürre weiterhin anhielt. Aber sie kamen auf den Yilgarn-Goldfeldern an, wo sie ihre Vorräte auffüllen und zusätzliche Vorräte beschaffen konnten. Die Meinungsverschiedenheiten in der Expeditionsmannschaft setzten sich fort, diesmal zwischen Lindsay und Leech, der von der Expedition zurücktrat, als sie den Murchison River erreichten. Doch damit nicht genug, am 31. Dezember traten die wissenschaftlichen Expeditionsmitglieder Elliott, Streich und Helms ebenfalls zurück. Lindsay wurde nach Adelaide in South Australia zurückgerufen, wo er sich einer Untersuchung hinsichtlich seiner Maßnahmen als Expeditionsleiter gegenübersah. Entlastet wurde er durch Lawrence Wells und Alfred Warren, als diese nach South Australia zurückkehrten.
In der Zwischenzeit hatte Lawrence Wells mit dem Rest der Expedition Erkundungen durchgeführt und dabei den Lake Wells entdeckt, ein Salzsee. Spuren von Gold wurden am Lake Way gefunden, dem späteren Wiluna-Goldfeld. Sir Thomas Elder erklärte die Expedition am 14. März 1892 für beendet.

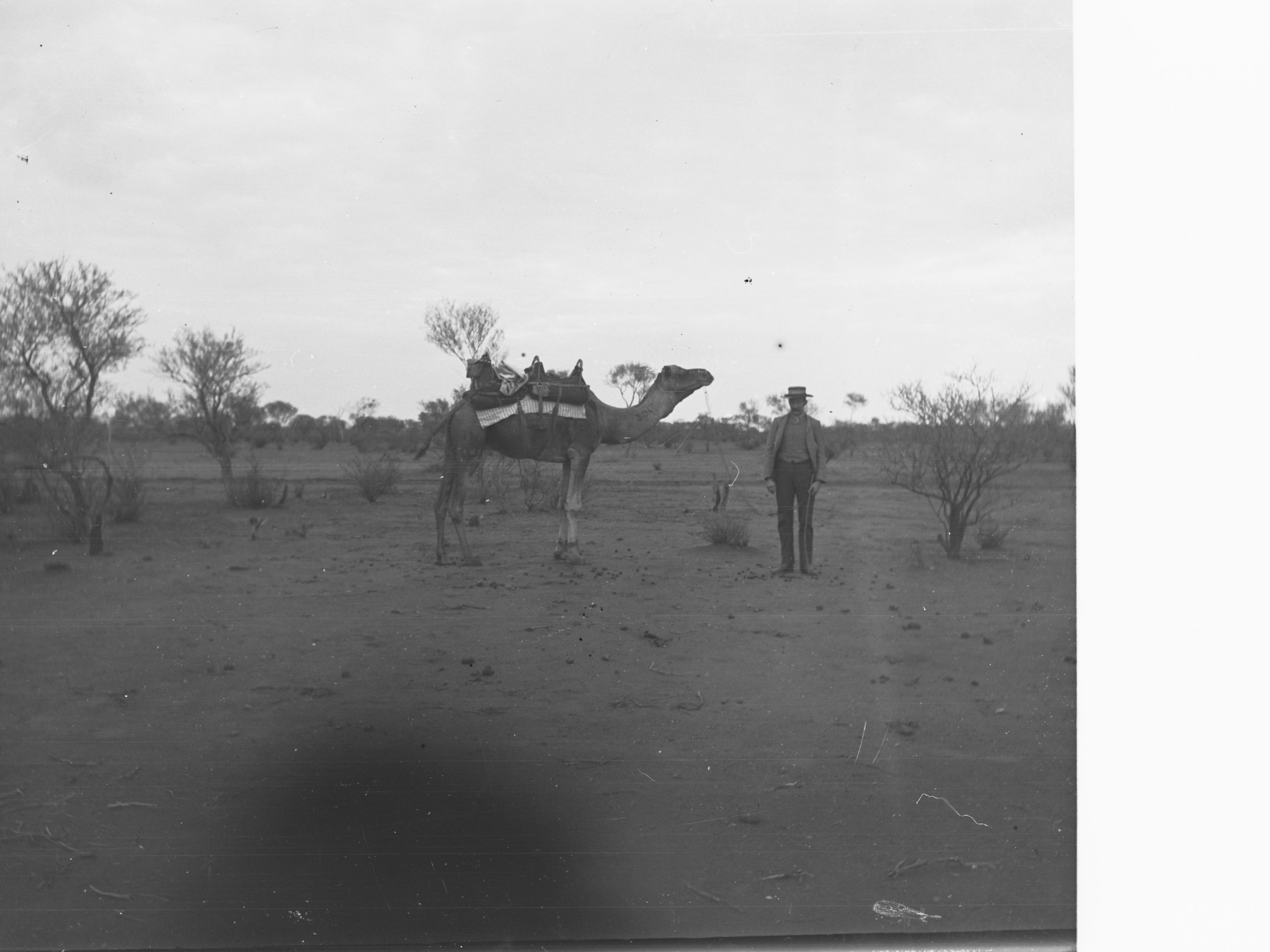
Expeditionsteilnehmer (vermutlich Lawrence A. Wells) mit Reitkamel
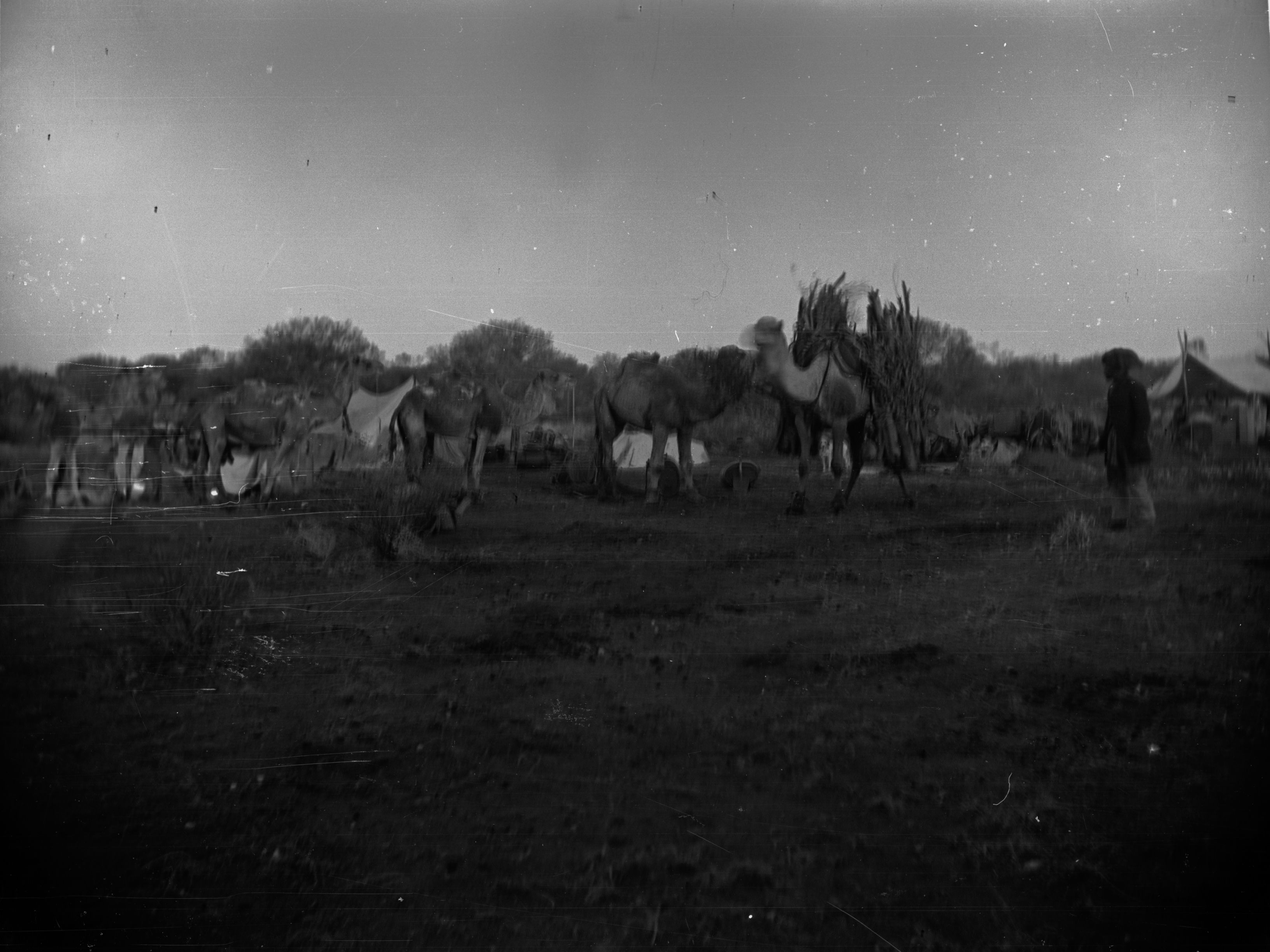
Mit Feuerholz beladene Kamele
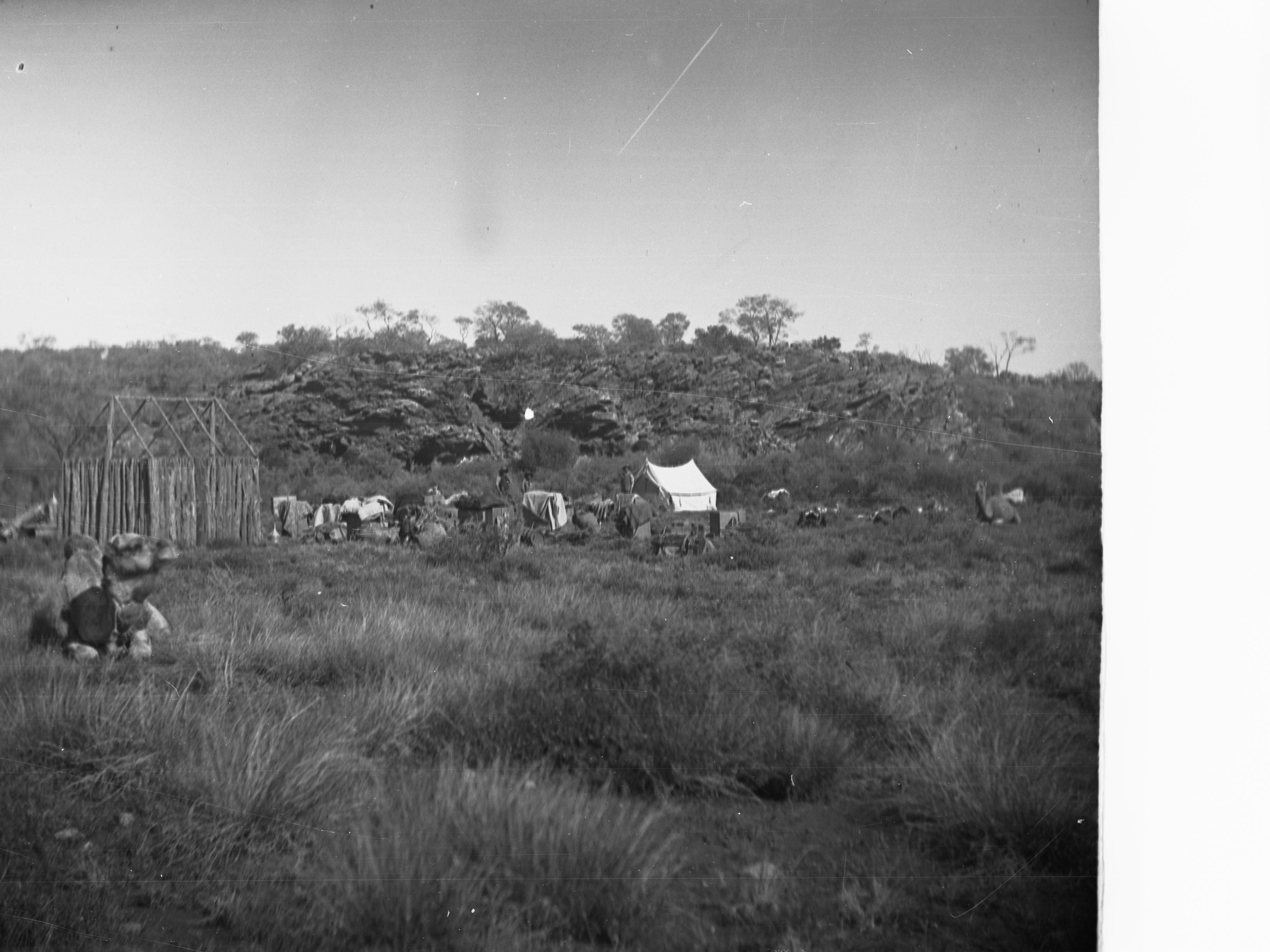
Ein Camp der Expedition
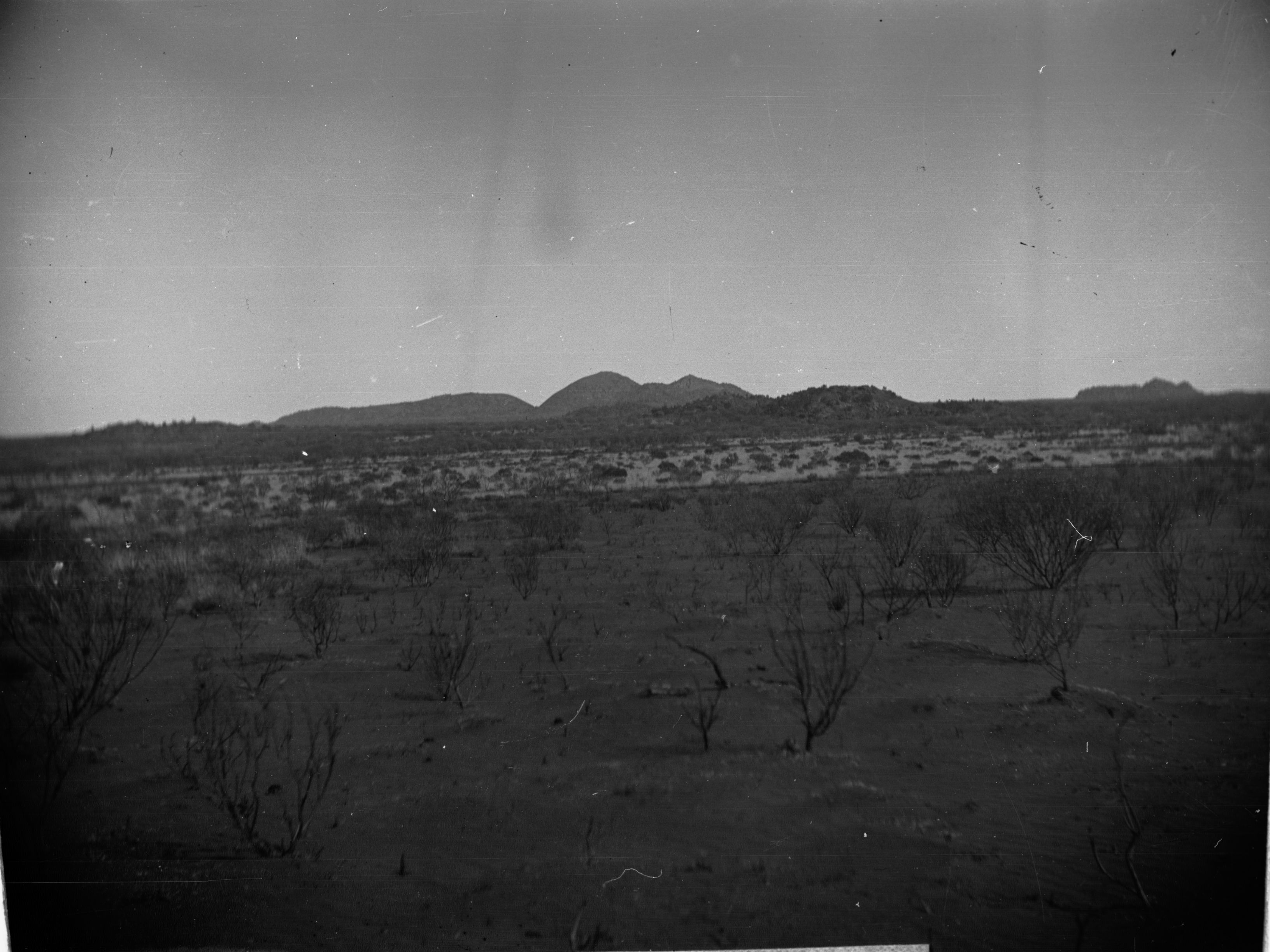
Blick auf die Everard Ranges im Hintergrund

## Bewertung
Diese Expedition wäre fast an physischen und psychischen Problemen der Teilnehmer gescheitert. Wasser und gute Weide- und Ackerbauflächen entdeckte die Expedition zwar nicht, aber etwa 200.000 Quadratkilometer unbekanntes Land waren kartiert worden. Bemerkenswert blieb dennoch eine Leistung: Die Expedition vollzog den längsten wasserlosen Marsch in der Geschichte der australischen Entdeckungsreisen, wobei jedem Kamel für einen 869 Kilometer langen Teilabschnitt lediglich 36 Liter zur Verfügungen standen.